# الدجاجة X-1
نجم الدجاجة اكس-1 (Cygnus X-1) هو مصدر للأشعة السينية متواجد في كوكبة الدجاجة. اكتُشف سنة 1965 بالأقمار الصناعية التي سجلت الأشعة السينية القادمة من الفضاء الخارجي، وعلى الأخص من هذا النجم الذي لا يُرى بالتلسكوبات الضوئية برغم أنه يقع في مجرتنا.

## طبيعته
وكما يتضح من اسم هذا النجم فهو من أوائل مصادر الأشعة السينية التي تم اكتشافها. واستطاع علماء الفلك في عام 1969 معرفة المزيد عن هذا النجم الغامض (الدجاجة اكس- 1) فقد تغيرت قوة نبضات الأشعة السينية التي تصدر منه.

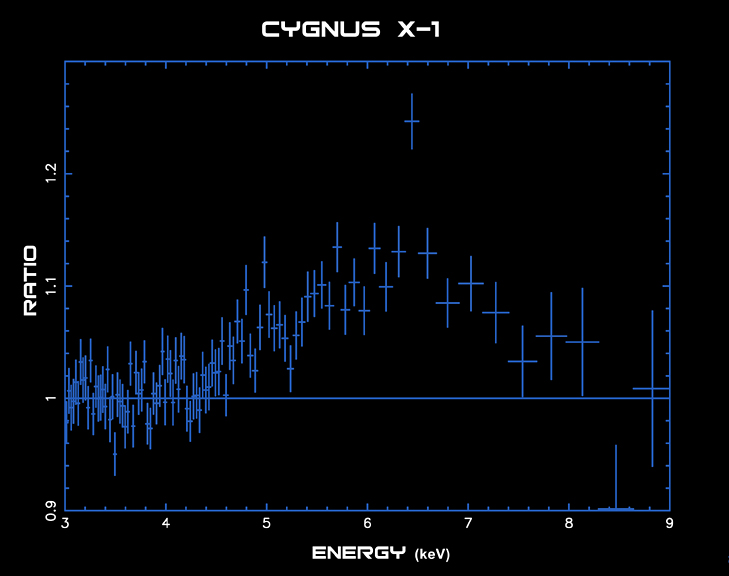
طيف أشعة إكس كما التقطه تلسكوب شاندرا الفضائي للأشعة السينية لنجم الدجاجة اكس-1. ذروة الإشعاع عند 5و6 كيلو إلكترون فولت.

وفي عامي 1971 1972 حدث تطور هام في رصد هذا النجم. فخلال شهري مارس وأبريل 1971 اكتشف القمر الصناعي (أوهورو) نقصا ملحوظا في قوة إصدار الأشعة السينية من نجم الدجاجة اكس- 1 وظهر فجأة مصدر للأشعة الراديوية في نفس مكان هذا النجم الغامض.
واستخدمت أقوى التلسكوبات الراديوية في البحث عن هذا المصدر الراديوي ولكن دون جدوى ، ثم اتضح فيما بعد أمر غريب أن كلا من الأشعة السينية والموجات الراديوية تنبعثان من نفس المصدر. وأهمية هذا الاكتشاف تكمن في أن الموجات الراديوية يمكن قياسها بدرجة أدق من الأشعة السينية.
بهذا تم التأكد بأن نجما هائلا آخرا يدور حول المصدر (الدجاجة اكس-1) وأن الإثنين يشكلان مزدوجا يدوران حول بعضهما في دورة تستغرق نحو 6 أيام. وقد قـُدرت المسافة بينهما بنحو 30 مليون كيلومتر (أي نحو 20 % من المسافة بين الأرض والشمس). واستطاع العلماء بواسطة التحليل الطيفي معرفة الكثير عن هذا النجم التابع الذي أطلق عليه اسم (HDE 226868) وهو الرقم الذي وضعه له العالم هنري درابر في فهرس التصنيف الطيفي. وهذا النجم الهائل من المرتبة الطيفية الساخنة ولونه أزرق ويقع في مجموعة الدجاجة Cygnus ، ويبعد عنا بحوالي 6500 سنة ضوئية.

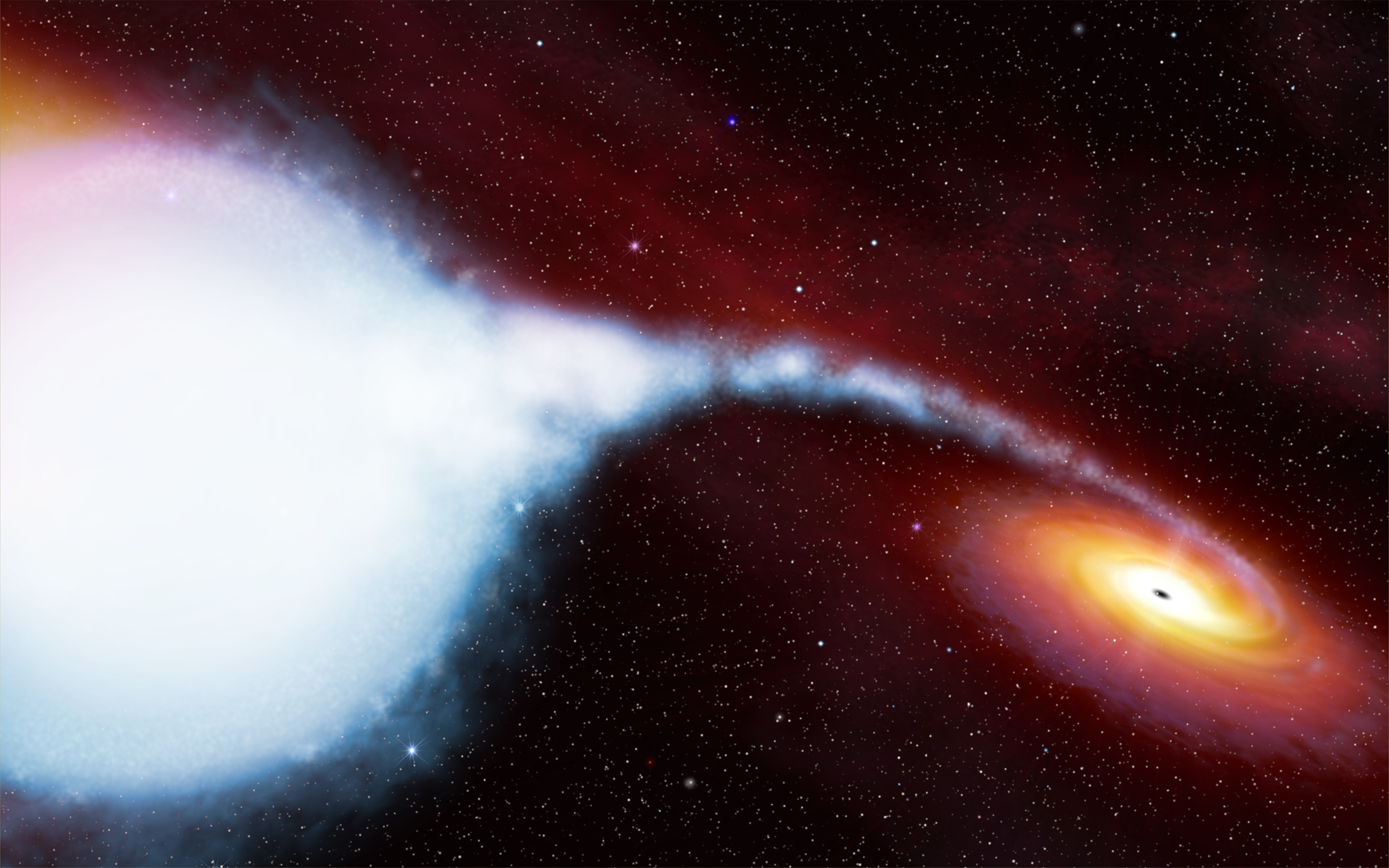
رسم تخيلي للثنائي HDE-226868 ونجم الدجاجة X-1.

وفي عا 1971 اكتشف علماء الفلك في اليابان أن الأشعة السينية من المصدر الخفي (الدجاجة اكس-1) تتضاءل بسرعة كبيرة جدا وهذا يعني أن هذا المصدر الذي يرسل الأشعة السينية كثافته عالية جدا ، ومن ثم فقد زاد احتمال أن يكون النجم الدجاجة اكس-1 ثقب أسود تصل كتلته إلى نحو 7 أضعاف كتلة الشمس. كما توصل العلماء إلى تقدير كتلة التابع (HDE 226868) وقدروها بنحو 22 مرة كتلة الشمس. ويعزى إصدار أشعة أكس إلى أن الثقب الأسود يسحب الغلاف الغازي الخارجي ل (HDE 226868) فتنهار عليه بسرعة كبيرة جدا وترتفع درجة حرارتها فتنتج اشعة إكس. ويبين الشكل البياني توزيع طيف الأشعة السينية القادمة من الدجاجة اكس-1 وهو يمتد بين الطاقتين 3 و 9 كيلوإلكترون فولت keV ، ويتميز التوزيع بذروة عند نحو 6 keV. ويبين الرسم التخيلي لأحد الفنانين كيف يسحب الثقب الأسود الغاز من النجم المجاور له (HDE 226868). واستمر علماء التحليل الطيفي عملهم وبحثوا عن آثار ل انزياح دوبلر في طيف النجم الهائل (HDE 226868) واتضح لهم أنه يدور مدفوعا بقوة ثقالة (جاذبية) جبارة لرفيق خفي هو الدجاجة اكس-1.